# Willy Feller
Willy Feller (* 12. November 1905 in Ludwigshafen am Rhein; † 9. Juli 1979 ebenda) war ein deutscher Politiker (KPD). Er war von Dezember 1946 bis April 1948 rheinland-pfälzischer Wiederaufbauminister und von 1947 bis 1951 Mitglied des Landtags Rheinland-Pfalz.

## Leben
Nach der Volksschule war Feller Metallformer. Ab 1931 war er Redakteur, später auch Chefredakteur, bei kommunistischen Zeitungen in Essen, Chemnitz, Dresden und Köln. Die Nationalsozialisten inhaftierten ihn  zwei Jahre lang wegen Hochverrats. Nach seiner Entlassung war er zunächst arbeitslos und arbeitete dann als Versicherungsvertreter. Im Zweiten Weltkrieg musste er als Soldat im Strafbataillon 999 dienen und später bei der Organisation Todt arbeiten. Von Juni 1948 bis 1950 war er Chefredakteur der KPD-Zeitung Neues Leben. Ab den 1950ern war er erneut in der Versicherungsbranche tätig. Am 22. Dezember 1972 wurde er mit der Verdienstmedaille des Bundesverdienstordens geehrt.

## Politik
Feller wurde 1920 Mitglied des Kommunistischen Jugendverbandes Deutschlands. Er gehörte von 1945 bis 1948 der Bezirksleitung der Partei in Rheinland-Pfalz an. 1946 wurde er Mitglied der Beratenden Landesversammlung im neugebildeten Bundesland Rheinland-Pfalz und von 1947 bis 1951 gehörte er dem ersten rheinland-pfälzischen Landtag an. Der Landtag wählte ihn zum Mitglied der ersten Bundesversammlung, die 1949 Theodor Heuss zum Bundespräsidenten wählte.
In der ersten Landesregierung unter Wilhelm Boden 1946/47 war er Minister für Wiederaufbau und Verkehr. Im Kabinett von Peter Altmeier 1947/48 war er Wiederaufbauminister. 1952 wurde er von allen Parteiämtern entbunden. 1961 versuchte er als unabhängiger Kommunist für den Deutschen Bundestag zu kandidieren. Wegen des bereits 1956 erfolgten Verbots der KPD verurteilte ihn deswegen das Landgericht Frankenthal zu acht Monaten Gefängnis auf Bewährung. 1968 trat Feller der DKP bei.